# Young Buffaloes Football Club
Lo Young Buffaloes Football Club è una società calcistica swazilandese di Manzini, fondata nel 1982. Milita nella Premier League, la massima serie del campionato swazilandese di calcio.
Ha vinto 2 titoli nazionali e 3 coppe nazionali.

## Palmarès

### Competizioni nazionali
- Campionato swazilandese: 2

2009-2010, 2019-2020
- Coppa di Swaziland: 3

2017, 2018, 2019

### Altri piazzamenti
- Coppa di Swaziland:

Finalista: 2014